# Kim Kärnfalk
Kim Charlott Kärnfalk Löwstedt (Uddevalla, 1 de noviembre de 1974) es una cantante sueca. Junto a Nina Inhammar cantó en el dúo Nina & Kim; compitieron en Melodifestivalen 2004 con la canción En gång för alla  y el mismo año lanzaron su álbum Bortom tid och rum. También fueron parte de la banda Friends, que en 2001 representó a Suecia en Eurovisión. 
En 2008 se publicó su autobiografía Mamma, mormor och jag.
Ella es bisexual.
En una entrevista con el periódico Bohusläningen, publicada en agosto de 2024, Kim Kärnfalk anunció que padece la enfermedad de Alzheimer.